# Ernie Hamilton
Ernest Samuel Hamilton, detto Ernie (Montréal, 17 aprile 1883 – Pointe-Claire, 19 dicembre 1964), è stato un giocatore di lacrosse canadese, vincitore di una medaglia d'oro nel lacrosse maschile a squadre ai Giochi della IV Olimpiade.

## Palmarès
In carriera ha conseguito i seguenti risultati:
- Giochi olimpici

Londra 1908: oro nel lacrosse maschile a squadre.